# طیبه الترکی
طیبه الترکی (به عربی: طیبة الترکی) یک روستا در سوریه است که در ناحیه مرکزی سلمیه واقع شده‌است. طیبه الترکی ۳۶۱ نفر جمعیت دارد.